# اورلوفکا (شهرستان ایگلینسکی، باشقیرستان)
اورلوفکا (انگلیسی: Orlovka, Iglinsky District, Republic of Bashkortostan) یک شهرک در شهرستان ایگلینسکی استان باشقیرستان کشور روسیه است.